# 学校の怪談 (小川京美の漫画)
『学校の怪談』（がっこうのかいだん）は、『月刊コミックブンブン』（連載開始時は『月刊プレコミックブンブン』）で連載された小川京美の漫画作品。『日本民話の会』が監修した学校の怪談シリーズを漫画化したもの。雑誌の付録としてビデオアニメ化もされ、後にキッズステーションでも放送された。ちなみに、ラストは怪談のテーマとなった物が案内人の身に起こるという落ちで締めくくられている。ただし、コメディ的な物が多い。

## 登場人物
連載を通じて共通して登場するのは下記の案内人たちのみで、各話の登場人物は基本的にその話にしか登場しない。ストーリーはある日常風景の描写→案内人の登場→案内人による日常風景にちなむ怪談の前説→怪談の本編→再び日常風景に戻り、前述の通り怪談にちなむオチが案内人の身に起こるという形で進行する。この案内人が生活する世界と怪談の本編とは基本的に無関係であるが、ごくまれにつながりが描写されることがある。

### 案内人
声はビデオアニメ版でのもの。
花子さん（声：松来未祐）
女子トイレに住んでいる。金ちゃんと仲がいいらしい。
金ちゃん（声：成瀬誠）
校庭にいる二宮金次郎の石像。花子さんと仲がいいらしい。
口裂け女 （声：園崎未恵）
第22話で登場し､ 一人称は『あたし』第25話から案内人になった。その習性を､ 本人はトレーニングと称している｡
ジンタくん（声：岸尾だいすけ）
理科室に住んでいる人体模型。生まれは工場である。一人称は『僕』同じ理科室のコッカくん（骨格標本で本物の人骨）とは仲がいいが本編に登場したことはない。(番外編の4コマ漫画に登場したことはある。なお、この4コマ漫画ではコッカくんは「自分は本物の人骨である」と述べている)
トー・テム・ポール（声：岸尾だいすけ）
校庭の片隅にいるトーテムポールの三兄弟。
ベンちゃん（声：中國卓郎）
音楽室の壁に掛けられている肖像画。ゲーマーであり、部屋（絵）の中にたくさんのゲームを持っている。なお、近くにある他の肖像画もしゃべる。
人面犬（声：中國卓郎）
第38話で登場し、第44話から案内人になった。人間のような顔をした犬。おっさん臭い。
ラビ（声：儀武ゆう子）
飼育小屋に住んでいる。一人称は『僕』 人語を話すウサギ｡窓から授業の風景を覗くのが好き｡ 水が苦手｡

## OVA
2005年から2009年にかけて、『月刊プレコミックブンブン』8月号・9月号に特別付録としてアニメソフト(OAD)が付いていた。2005・2006年はVHS、2007年以降はDVD。各年とも8月号が上巻、9月号が下巻。年々アニメーションのクオリティーが上がっていくのも特徴であり、2008年度はエンディング主題歌も加えられた。2008・2009年度版には映像特典としてふしぎ通信トイレの花子さんのオープニングアニメが収録されていた。なお、いずれの年度の上下巻とも同内容。
また、キッズステーションで2008年8月15日19:30-、8月25日-27日20:30-の放送枠でいまざきいつき・片平真司による新作のオープニングアニメーションを付け加え、2005年-2007年の作品を再編集したものが放送された。

### 共通スタッフ
- 原作、監修：日本民話の会、学校の怪談編集委員会
- まんが原作：小川京美

### 2005年度
- 上巻：「花子さん 太郎さん やみ子さん」「四次元婆」
- 下巻：「みたなあ～」「カミをくれ!」

- 企画：ポプラ社・ブンブン編集部（渡部博幸、折田安彦、河西幸枝）
- プロデューサー：小原解子（ポプラ社）、大宮三郎（トライネットエンタテインメント）
- 監督：岡崎幸男
- 演出・撮影監督：所俊克
- 作画監督：実原実
- 美術監督：宮前光春
- 編集：岡田輝満
- 音響監督：飯塚康一
- 制作：トライネットエンタテインメント
- 声の出演：こやまきみこ、壱智村小真、花村怜美、二宮圭美、市来光弘、若泉絵子、稲村優奈

### 2006年度
- 上巻：「こわい話はお寺で」「人形の首」
- 下巻：「丑の刻まいり」「首のなる樹」
- 企画：ポプラ社・ブンブン編集部（渡部博幸、折田安彦、河西幸枝）
- プロデューサー：小原解子（ポプラ社）、大宮三郎（トライネットエンタテインメント）
- 監督・演出：伊藤幸松
- 作画監督：池下博紀
- 美術監督：宮前光春
- 音響監督：飯塚康一
- 制作：トライネットエンタテインメント

### 2007年度
- 上巻：「ミステリー・ツアー・スクール」
- 下巻：「てんじょうのシミ」「無言の電話」

- 企画：ポプラ社・ブンブン編集部（渡部博幸、折田安彦、河西幸枝）
- エグゼクティブプロデューサー：坂井宏先（ポプラ社）
- プロデューサー：石川順恵（ポプラ社）、大宮三郎（ムーグー）
- 監督・絵コンテ：釘宮洋
- 演出：中智仁
- キャラクターデザイン・作画監督：渡辺絵美
- 原画：池下博紀、石井和彦、昆進之介、齋藤新明、佐藤満和、鈴木孝典、平野真一、三浦清継、山崎克之
- 動画検査：後藤美幸
- 動画：後藤美幸、CCOMA、Triple A
- 色指定：酒井理恵子
- 特殊効果：野田幸恵
- 仕上：酒井理恵子、南町奉行所（野田幸恵、井口真起）、Triple A
- 美術監督：本田修
- 背景：獏プロダクション（市谷正夫、山口忍、本田利恵、北村康平、真悠峻太）
- 3DCG：竹中千織
- 撮影監督：西城真
- 撮影：西城真、相原聡、堀川和人、上村晋輔、林美幸
- 編集：三嶋竜紀
- ビデオ編集：村中康太郎
- 出演：市来光弘、石井敏満、一色まゆ
- 音響監督：飯塚康一
- 音響効果：仲野勝博
- 調整：渋江博之
- 録音スタジオ：AMGスタジオ
- 制作プロデューサー：佐久間敏郎
- 制作担当：堀江拓
- 制作進行：宗清輝
- 制作協力：ムーグー、スタジオ藍丸、ワオワールド
- 制作：トライネットエンタテインメント

### 2008年度
- 上巻「魔の教室」「真夜中の病院のトイレ」
- 下巻「保健室のお経」「大雨」「勉強部屋にあらわれたおじいさん」

- 製作：坂井宏先（ポプラ社）
- エグゼクティブプロデューサー：石川順恵（ポプラ社）
- 企画：ポプラ社・ブンブン編集部
- プロデューサー：小林正樹、大宮三郎
- キャラクターデザイン・総作画監督：上田峰子
- 美術監督：本田修
- 色彩設計・色指定・検査・特殊効果：藤木由香里
- 撮影監督：林美幸
- 音響監督：飯塚康一
- 監督・絵コンテ・演出：釘宮洋
- 声の出演：かじけんた、壱智村小真、櫻井浩美、三好りえ、石井敏光、一色まゆ、桜咲ちよ
- 作画監督：武内啓
- 原画：池下博紀、齋藤千絵、佐藤義和、清水由紀子、都丸保、中村勇介、福山映二、山崎克之、吉岡佳宏、吉田弘子
- 第二原画：南町奉行所（手塚江美、寺田完）、居村優里、京須健太、清水由紀子、寺田眞佐子、原則子、平井雅人、アニメ浪漫
- 動画検査：後藤美幸
- 動画：京須健太、寺田眞佐子、原則子、平井雅人、駱王、RIC
- 仕上：亀井菜海子、駱王、RIC
- 背景：獏プロダクション（山口忍、本田利恵、北村公平、真悠峻太）
- 3DCG：井田久代
- 撮影：稲葉進之、上村晋輔、西嶋奈緒美、品木由紀
- 編集：相原聡
- ビデオ編集：グッド・ジョブTOKYO
- 効果：中野勝博（サウンドボックス）
- 調整：渋江博之
- 録音スタジオ：AMGスタジオ、HALF H・P STUDIO
- 音響制作：HALF H・P STUDIO
- 制作プロデューサー：佐久間敏郎、村上匡宏
- 制作進行：金子祥之、高木恭兵、横田智
- アニメーション制作：スタジオ藍丸、ワオワールド
- 制作：ムーグー
- 製作：ポプラ社

### 2009年度
- 上巻「だれかがひっぱる」「おばけ屋敷」
- 下巻「鏡の怪」「花小の七不思議」「あの手はどこへいった」

- 製作：坂井宏先（ポプラ社）
- エグゼクティブプロデューサー：石川順恵（ポプラ社）
- 企画：ポプラ社・ブンブン編集部
- プロデューサー：小林正樹、大宮三郎
- キャラクターデザイン：水谷麻美子、三浦貴弘
- 美術監督：本田修
- 色彩設計：野田幸恵
- 撮影監督：稲葉進之介
- 音響監督：飯塚康一
- 監督：五月女有作
- 声の出演：一色まゆ、後藤沙緒里、斎藤楓子、矢口千博

### 主題歌
2005年度キッズステーション放送時エンディングテーマ『エース』　
歌：miami
2008年度エンディングテーマ『Good Luck!!』
歌：Merry clover、作詞・作曲・編曲：上條貴史（チェンバースレコーズ）
キッズステーション放送版オープニングテーマ『すぐそばに～another world～』
歌・作詞：高橋Lisa、作曲・編曲：大西省吾